# Campeonato Carioca de Futebol de 2021
O Campeonato Carioca de Futebol de 2021 foi a 124.ª edição da principal divisão do futebol no Rio de Janeiro. A disputa foi organizada pela Federação de Futebol do Estado do Rio de Janeiro (FERJ). A fase preliminar do Campeonato aconteceu entre 16 de janeiro e 21 de fevereiro. Um novo regulamento foi definido para a fase principal desta edição. A Taça Guanabara, em pontos corridos, entre as 12 equipes (11 primeiras colocadas da edição anterior e o campeão da fase preliminar) definiu as quatro melhores equipes que disputaram as semifinais e finais do Campeonato. As quatro equipes classificadas entre o 5.º e 8.º lugares disputaram o título da Taça Rio.
Pelo segundo campeonato seguido, Flamengo e Fluminense se enfrentaram na final da competição. A vitória rubro-negra marcou a conquista de seu quinto tri-campeonato, o primeiro desde o Campeonato Carioca de 2009. Vasco e Botafogo não se classificaram para as semi-finais e se enfrentaram na final da Taça Rio, com vitória cruz-maltina. Entre as equipes sem divisão, Portuguesa e Nova Iguaçu conseguiram a classificação para a Série D de 2022. Por conta da pandemia de COVID-19, o campeonato não contou com público.
Esta edição foi a última a contar com a fase preliminar, conhecida como Seletiva, e seu encerramento decretou o rebaixamento das equipes do America, Americano, Cabofriense, Friburguense, Macaé e Sampaio Corrêa (RJ) para a Série A2 do Campeonato Carioca. 

## Regulamento

### Critério de desempates
Caso ocorra empate em pontos ganhos serão aplicados os critérios de desempate, sucessivamente:
1. Maior número de vitórias
2. Maior saldo de gols
3. Maior número de gols pró (gols marcados)
4. Confronto direto
5. Menor número de cartões amarelos e vermelhos, onde cada cartão vermelho será considerado equivalente a três cartões amarelos
6. Sorteio público na sede da Federação, em dia e horário a serem determinados

### Fase preliminar
A fase preliminar — com os quatro times do 12º ao 15º lugar no ano anterior mais os dois promovidos da Série B1 de 2020, definirá a equipe que participará da fase principal do Campeonato e os cinco clubes rebaixados para a Série A2 de 2021 O sistema desta disputa será por pontos corridos, em turno e returno.

### Fase principal
Em formato diferente, a fase principal será apenas formada pela Taça Guanabara.

#### A Taça Guanabara
A Taça Guanabara será disputada pelas 11 equipes melhores classificadas no Campeonato do ano anterior e a campeã da fase preliminar. Com 11 rodadas e os quatro primeiros colocados decidindo, em cruzamento olímpico (1.º colocado x 4.º colocado e 2.º colocado x 3.º colocado), as semifinais do Campeonato em duas partidas com vantagem de empate (em pontos ganhos e saldo de gols) para as equipes melhores classificadas, assim como a escolha do mando de campo (1.ª ou 2.ª partida). Nas partidas finais (entre os vencedores das semifinais) não haverá vantagem para nenhuma equipe, porém a melhor classificada poderá escolher o mando de campo (na 1.ª ou 2.ª partida) e haverá disputa por pênaltis em caso de empate (pontos e saldo de gols).

#### A Taça Rio
A Taça Rio será disputada apenas pelas equipes classificadas do 5.ª ao 8.ª lugar da Taça Guanabara (fase principal) em paralelo às disputadas das semifinais e finais da Taça Guanabara e, portanto, do Campeonato. As semifinais em cruzamento olímpico (5.º colocado x 8.º colocado e 6.º colocado x 7.º colocado), em partidas de ida e volta, com vantagem para os melhores colocados (em pontos ganhos e saldo de gols). Nas partidas finais não haverá vantagem para nenhuma das equipes e, também, disputa por pênaltis em caso de empate (pontos e saldo de gols).

## Transmissão televisiva
O Grupo Globo e o Grupo Silvio Santos apresentaram propostas oficiais a FERJ para as transmissões das partidas. O Grupo Sílvio Santos em seu projeto, apresentou um modelo que seria dividido em três formas diferentes de transmissão, sendo a de TV Aberta pelo SBT em rede nacional, TV por Assinatura através de um conteúdo pay-per-view entre a emissora e a entidade organizadora e no YouTube pelo canal TV Ferj e pelos clubes. Já o Grupo Globo manteria as suas transmissões através da Rede Globo na TV Aberta, SporTV e Premiere na TV por Assinatura e Globoesporte.com na internet. Porém, apesar da proposta da Globo ser considerada boa, a do Grupo Sílvio Santos foi a que mais chamou atenção. Porém, em 27 de janeiro de 2021, o Grupo Sílvio Santos foi dado como o favorito na conquista dos direitos de transmissão, já que o projeto apresentado agradou quase todos os clubes e os valores seriam de R$18 milhões para os times grandes e R$5,3 milhões entre os pequenos quanto ao PPV, enquanto que a Rede Globo ainda enfrenta uma ação judicial contra a FERJ por quebra de contrato durante o Campeonato Carioca de 2020, além de uma dívida de R$17 milhões deixada pelo canal carioca. Apesar do favoritismo do SBT, clubes como o Vasco da Gama, Fluminense e Botafogo passaram a sentir um temor de que o Flamengo ficasse com a maior parte do bolo financeiro.
Em 9 de fevereiro de 2021, o Grupo Record também entrou na disputa pelos direitos de transmissão, mesmo com o favoritismo do Grupo Sílvio Santos. O projeto trás as transmissões ao vivo na RecordTV, além da venda de jogos em PPV em conjunto com as operadoras e as transmissões via internet no YouTube da FERJ e dos clubes, além do Facebook Watch do Campeonato Carioca. A reunião entre a Record e a FERJ foi marcada para o dia 11 do mesmo mês para análise de propostas.
Em 11 de fevereiro, por unanimidade, os 16 clubes e a corte arbitral decidiram fechar acordo com o Grupo Record para as transmissões em TV Aberta, também válidos para 2022. A Globo chegou a oferecer R$50 milhões para ter os jogos de volta em todas as esferas (TV Aberta, Por Assinatura, PPV e Internet). Porém, a proposta foi rejeitada pela FERJ que preferiu ficar com o modelo da Record, avaliado em R$11 milhões, o que seria favorável aos times na questão de arrecadação. A confirmação oficial aconteceu no dia 17 de fevereiro.
| Emissora   | Transmissões com imagens |
| ---------- | --- |
| RecordTV   | - Todos os jogos da Taça Guanabara e da Taça Rio |
| FERJ TV    | - Transmissão das partidas através de PPV em TV por Assinatura nas operadoras Claro TV, Sky e Vivo TV. - Cobertura via internet através do YouTube e Facebook Watch. |
| BotafogoTV | - Todos os jogos do Botafogo de Futebol e Regatas. |
| FlaTV      | - Todos os jogos do Clube de Regatas do Flamengo. |
| FluTV      | - Todos os jogos do Fluminense Football Club. |
| VascoTV    | - Todos os jogos do Club de Regatas Vasco da Gama. |

## Fase preliminar

#### Participantes
Estes são os clubes participantes da fase preliminar:
| Equipe            | Cidade                | Em 2020                     | Estádio          | Capacidade | Títulos (Carioca)  |
| ----------------- | --------------------- | --------------------------- | ---------------- | ---------- | ------------------ |
| America           | Rio de Janeiro        | 15º                         | Giulite Coutinho | 13 544     | 7 (último em 1960) |
| Americano         | Campos dos Goytacazes | 14º                         | Ferreirão        | 900        | 0 (não possui)     |
| Cabofriense       | Cabo Frio             | 12º                         | Correão          | 2 611      | 0 (não possui)     |
| Friburguense      | Nova Friburgo         | 13º                         | Eduardo Guinle   | 5 500      | 0 (não possui)     |
| Nova Iguaçu       | Nova Iguaçu           | 16° (Série A) 1º (Série B1) | Laranjão         | 1 810      | 0 (não possui)     |
| Sampaio Corrêa-RJ | Saquarema             | 2º (Série B1)               | Lourival Gomes   | 1 800      | 0 (não possui)     |

### Classificação
| Pos | Equipe            | PG | Jogos | Jogos | Jogos | Jogos | Gols | Gols | Gols | Cartões | Cartões                       | Desempenho por rodada | Desempenho por rodada | Desempenho por rodada | Desempenho por rodada | Desempenho por rodada | Desempenho por rodada | Desempenho por rodada | Desempenho por rodada | Desempenho por rodada | Desempenho por rodada | Classificação                     |
| Pos | Equipe            | PG | Jogos | Jogos | Jogos | Jogos | Gols | Gols | Gols | Cartões | Cartões                       | Turno                 | Turno                 | Turno                 | Turno                 | Turno                 | Returno               | Returno               | Returno               | Returno               | Returno               | Classificação                     |
| Pos | Equipe            | PG | J     | V     | E     | D     | GP   | GS   | SG   | Expulso | Penalizado com cartão amarelo | 1ª                    | 2ª                    | 3ª                    | 4ª                    | 5ª                    | 1ª                    | 2ª                    | 3ª                    | 4ª                    | 5ª                    | Classificação                     |
| --- | ----------------- | -- | ----- | ----- | ----- | ----- | ---- | ---- | ---- | ------- | ----------------------------- | --------------------- | --------------------- | --------------------- | --------------------- | --------------------- | --------------------- | --------------------- | --------------------- | --------------------- | --------------------- | --------------------------------- |
| 1   | Nova Iguaçu       | 23 | 10    | 7     | 2     | 1     | 12   | 5    | +7   | 0       | 24                            | 2                     | 1                     | 1                     | 1                     | 2                     | 2                     | 1                     | 1                     | 1                     | 1                     | Fase principal                    |
| 2   | Cabofriense       | 21 | 10    | 6     | 3     | 1     | 17   | 10   | +7   | 2       | 27                            | 5                     | 5                     | 3                     | 2                     | 1                     | 1                     | 2                     | 2                     | 2                     | 2                     | Rebaixados para a Série A2 (2021) |
| 3   | Sampaio Corrêa-RJ | 14 | 10    | 4     | 2     | 4     | 10   | 9    | +1   | 3       | 24                            | 3                     | 4                     | 4                     | 5                     | 4                     | 3                     | 4                     | 3                     | 3                     | 3                     | Rebaixados para a Série A2 (2021) |
| 4   | America           | 12 | 10    | 2     | 6     | 2     | 12   | 13   | –1   | 6       | 26                            | 3                     | 3                     | 5                     | 3                     | 5                     | 5                     | 5                     | 5                     | 5                     | 4                     | Rebaixados para a Série A2 (2021) |
| 5   | Americano         | 10 | 10    | 3     | 1     | 6     | 13   | 17   | –4   | 0       | 29                            | 1                     | 2                     | 2                     | 4                     | 3                     | 4                     | 3                     | 4                     | 4                     | 5                     | Rebaixados para a Série A2 (2021) |
| 6   | Friburguense      | 2  | 10    | 0     | 2     | 8     | 11   | 21   | –10  | 3       | 32                            | 6                     | 6                     | 6                     | 6                     | 6                     | 6                     | 6                     | 6                     | 6                     | 6                     | Rebaixados para a Série A2 (2021) |

Fonte: 

### Confrontos
Fonte: 

#### Turno
Primeira rodada
| 16 de janeiro | 15:00 | America | 1 – 1 | Sampaio Corrêa-RJ | Estádio Giulite Coutinho, Rio de Janeiro |

| 16 de janeiro | 15:00 | Nova Iguaçu | 1 – 0 | Friburguense | Estádio Laranjão, Nova Iguaçu |

| 16 de janeiro | 15:00 | Americano | 3 – 2 | Cabofriense | Estádio Ferreirão, Cardoso Moreira |

Segunda rodada
| 20 de janeiro | 15:00 | Sampaio Corrêa-RJ | 1 – 2 | Nova Iguaçu | Estádio Lourival Gomes, Saquarema |

| 20 de janeiro | 15:00 | Friburguense | 1 – 1 | Americano | Estádio Eduardo Guinle, Nova Friburgo |

| 20 de janeiro | 15:00 | Cabofriense | 0 – 0 | America | Estádio Correão, Cabo Frio |

Terceira rodada
| 23 de janeiro | 15:30 | Americano | 1 – 2 | Sampaio Corrêa-RJ | Estádio Ferreirão, Cardoso Moreira |

| 23 de janeiro | 15:30 | Cabofriense | 2 – 1 | Friburguense | Estádio Correão, Cabo Frio |

| 23 de janeiro | 15:30 | America | 1 – 1 | Nova Iguaçu | Estádio Giulite Coutinho, Rio de Janeiro |

Quarta rodada
| 27 de janeiro | 15:30 | Sampaio Corrêa-RJ | 0 – 1 | Cabofriense | Estádio Lourival Gomes, Saquarema |

| 27 de janeiro | 15:30 | Friburguense | 1 – 2 | America | Estádio Eduardo Guinle, Nova Friburgo |

| 27 de janeiro | 15:30 | Nova Iguaçu | 1 – 0 | Americano | Estádio Laranjão, Nova Iguaçu |

Quinta rodada
| 30 de janeiro | 15:30 | Friburguense | 1 – 2 | Sampaio Corrêa-RJ | Estádio Eduardo Guinle, Nova Friburgo |

| 30 de janeiro | 15:30 | Cabofriense | 1 – 0 | Nova Iguaçu | Estádio Correão, Cabo Frio |

| 30 de janeiro | 15:30 | Americano | 3 – 0 | America | Estádio Ferreirão, Cardoso Moreira |

#### Returno
Primeira rodada
| 3 de fevereiro | 15:30 | Sampaio Corrêa-RJ | 0 – 0 | America | Estádio Lourival Gomes, Saquarema |

| 3 de fevereiro | 15:30 | Friburguense | 0 – 1 | Nova Iguaçu | Estádio Eduardo Guinle, Nova Friburgo |

| 3 de fevereiro | 15:30 | Cabofriense | 2 – 1 | Americano | Estádio Correão, Cabo Frio |

Segunda rodada
| 6 de fevereiro | 15:30 | Nova Iguaçu | 1 – 0 | Sampaio Corrêa-RJ | Estádio Laranjão, Nova Iguaçu |

| 6 de fevereiro | 15:30 | Americano | 2 – 1 | Friburguense | Estádio Ferreirão, Cardoso Moreira |

| 6 de fevereiro | 18:30 | America | 1 – 1 | Cabofriense | Estádio Giulite Coutinho, Rio de Janeiro |

Terceira rodada
| 10 de fevereiro | 15:30 | Sampaio Corrêa-RJ | 2 – 0 | Americano | Estádio Lourival Gomes, Saquarema |

| 10 de fevereiro | 15:30 | Friburguense | 2 – 5 | Cabofriense | Estádio Eduardo Guinle, Nova Friburgo |

| 10 de fevereiro | 15:30 | Nova Iguaçu | 1 – 0 | America | Estádio Laranjão, Nova Iguaçu |

Quarta rodada
| 17 de fevereiro | 15:30 | Cabofriense | 2 – 1 | Sampaio Corrêa-RJ | Estádio Correão, Cabo Frio |

| 17 de fevereiro | 15:30 | Americano | 1 – 3 | Nova Iguaçu | Estádio Ferreirão, Cardoso Moreira |

| 17 de fevereiro | 18:30 | America | 4 – 4 | Friburguense | Estádio Giulite Coutinho, Rio de Janeiro |

Quinta rodada
| 20 de fevereiro | 15:30 | Sampaio Corrêa-RJ | 1 – 0 | Friburguense | Estádio Lourival Gomes, Saquarema |

| 20 de fevereiro | 15:30 | Nova Iguaçu | 1 – 1 | Cabofriense | Estádio Laranjão, Nova Iguaçu |

| 20 de fevereiro | 15:30 | America | 3 – 1 | Americano | Estádio Giulite Coutinho, Rio de Janeiro |

## Fase principal

### Participantes
| Equipe        | Cidade         | Em 2020 | Estádio             | Capacidade | Títulos (Carioca)   |
| ------------- | -------------- | ------- | ------------------- | ---------- | ------------------- |
| Bangu         | Rio de Janeiro | 8º      | Moça Bonita         | 9 024      | 2 (último em 1966)  |
| Boavista-RJ   | Saquarema      | 4º      | Eucyr Resende       | 4 315      | 0 (não possui)      |
| Botafogo      | Rio de Janeiro | 5º      | Nilton Santos       | 44 661     | 21 (último em 2018) |
| Flamengo      | Rio de Janeiro | 1º      | Maracanã            | 78 838     | 36 (último em 2020) |
| Fluminense    | Rio de Janeiro | 2º      | Maracanã            | 78 838     | 31 (último em 2012) |
| Macaé         | Macaé          | 11º     | Eucyr Resende       | 4 315      | 0 (não possui)      |
| Madureira     | Rio de Janeiro | 6º      | Conselheiro Galvão  | 5 014      | 0 (não possui)      |
| Nova Iguaçu   | Nova Iguaçu    | 16º     | Laranjão            | 1 810      | 0 (não possui)      |
| Portuguesa-RJ | Rio de Janeiro | 9º      | Luso-Brasileiro     | 5 044      | 0 (não possui)      |
| Resende       | Resende        | 10º     | Trabalhador         | 4 600      | 0 (não possui)      |
| Vasco da Gama | Rio de Janeiro | 7º      | São Januário        | 21 880     | 24 (último em 2016) |
| Volta Redonda | Volta Redonda  | 3º      | Raulino de Oliveira | 18 230     | 0 (não possui)      |

### Taça Guanabara
| Pos | Equipe        | PG | Jogos | Jogos | Jogos | Jogos | Gols | Gols | Gols | Cartões | Cartões                       | Desempenho por rodada | Desempenho por rodada | Desempenho por rodada | Desempenho por rodada | Desempenho por rodada | Desempenho por rodada | Desempenho por rodada | Desempenho por rodada | Desempenho por rodada | Desempenho por rodada | Desempenho por rodada |
| Pos | Equipe        | PG | #     | V     | E     | D     | GP   | GS   | SG   | Expulso | Penalizado com cartão amarelo | 1ª                    | 2ª                    | 3ª                    | 4ª                    | 5ª                    | 6ª                    | 7ª                    | 8ª                    | 9ª                    | 10ª                   | 11ª                   |
| --- | ------------- | -- | ----- | ----- | ----- | ----- | ---- | ---- | ---- | ------- | ----------------------------- | --------------------- | --------------------- | --------------------- | --------------------- | --------------------- | --------------------- | --------------------- | --------------------- | --------------------- | --------------------- | --------------------- |
| 1   | Flamengo      | 23 | 11    | 7     | 2     | 2     | 23   | 10   | +13  | 0       | 24                            | 3                     | 2                     | 3                     | 2                     | 1                     | 1                     | 1                     | 1                     | 2                     | 2                     | 1                     |
| 2   | Fluminense    | 22 | 11    | 7     | 1     | 3     | 20   | 11   | +9   | 0       | 17                            | 9                     | 12                    | 8                     | 4                     | 3                     | 5                     | 5                     | 4                     | 4                     | 3                     | 2                     |
| 3   | Portuguesa-RJ | 21 | 11    | 6     | 3     | 2     | 20   | 8    | +12  | 3       | 24                            | 2                     | 1                     | 2                     | 3                     | 5                     | 3                     | 3                     | 3                     | 3                     | 4                     | 3                     |
| 4   | Volta Redonda | 21 | 11    | 6     | 3     | 2     | 18   | 13   | +5   | 1       | 31                            | 5                     | 5                     | 1                     | 1                     | 2                     | 2                     | 2                     | 2                     | 1                     | 1                     | 4                     |
| 5   | Vasco da Gama | 17 | 11    | 4     | 5     | 2     | 21   | 15   | +6   | 0       | 24                            | 10                    | 10                    | 11                    | 11                    | 9                     | 8                     | 9                     | 7                     | 5                     | 6                     | 5                     |
| 6   | Nova Iguaçu   | 15 | 11    | 4     | 3     | 4     | 16   | 15   | +1   | 0       | 24                            | 12                    | 9                     | 10                    | 8                     | 8                     | 9                     | 7                     | 8                     | 10                    | 7                     | 6                     |
| 7   | Botafogo      | 15 | 11    | 3     | 6     | 2     | 14   | 9    | +5   | 1       | 21                            | 7                     | 3                     | 4                     | 5                     | 7                     | 6                     | 6                     | 5                     | 6                     | 8                     | 7                     |
| 8   | Madureira     | 15 | 11    | 3     | 6     | 2     | 13   | 16   | –3   | 1       | 29                            | 6                     | 8                     | 9                     | 6                     | 4                     | 4                     | 4                     | 6                     | 7                     | 5                     | 8                     |
| 9   | Resende       | 11 | 11    | 3     | 2     | 6     | 11   | 21   | –10  | 1       | 21                            | 1                     | 7                     | 7                     | 10                    | 6                     | 7                     | 8                     | 10                    | 8                     | 9                     | 9                     |
| 10  | Boavista-RJ   | 11 | 11    | 2     | 5     | 4     | 14   | 16   | –2   | 3       | 29                            | 8                     | 4                     | 5                     | 7                     | 10                    | 9                     | 10                    | 9                     | 9                     | 10                    | 10                    |
| 11  | Bangu         | 6  | 11    | 1     | 3     | 7     | 5    | 18   | –13  | 0       | 23                            | 3                     | 6                     | 6                     | 9                     | 11                    | 11                    | 11                    | 11                    | 11                    | 11                    | 11                    |
| 12  | Macaé         | 1  | 11    | 0     | 1     | 10    | 6    | 29   | –23  | 2       | 28                            | 10                    | 11                    | 12                    | 12                    | 12                    | 12                    | 12                    | 12                    | 12                    | 12                    | 12                    |

     Campeão da Taça Guanabara 2021 e classificado para as semifinais do Campeonato
     Classificados para as semifinais do Campeonato
     Classificados para as semifinais da Taça Rio 2021
     Rebaixado para a Série A2 de 2021
Última atualização: 25 de abril

#### Premiação
| Taça Guanabara de 2021           |
| Rio de Janeiro                   |
| -------------------------------- |
| FLAMENGO Bicampeão (23.º título) |

### Taça Rio
Em itálico, as equipes que jogarão pelo empate por ter melhor campanha e em negrito as equipes vencedoras das partidas. Na final, não há vantagem de empate para nenhuma equipe.
|  | Semifinais    | Semifinais | Semifinais | Semifinais |       |                     | Final | Final | Final | Final |
|  |               |            |            |            |       |                     |       |       |       |       |
|  | Vasco da Gama | 0          | 2          | 2          |       |                     |       |       |       |       |
|  | Madureira     | 1          | 1          | 2          |       |                     |       |       |       |       |
|  | Madureira     | 1          | 1          | 2          |       | Vasco da Gama (pen) | 1     | 0     | 1 (3) |       |
|  |               |            |            |            |       | Vasco da Gama (pen) | 1     | 0     | 1 (3) |       |
|  |               | Botafogo   | 0          | 1          | 1 (0) |                     |       |       |       |       |
|  | Nova Iguaçu   | Botafogo   | 0          | 1          | 1 (0) | 0                   | 0     | 0     |       |       |
|  | Nova Iguaçu   |            |            |            |       | 0                   | 0     | 0     |       |       |
|  | Botafogo      | 0          | 1          | 1          |       |                     |       |       |       |       |

#### Confrontos

##### Semifinais
Ida
| 1 de maio | Madureira   | 1 – 0 | Vasco da Gama | Estádio Conselheiro Galvão, Rio de Janeiro                   |
| 15:15     | Sampaio 59' |       |               | Público: Portões fechados Árbitro: RJ João Batista de Arruda |

| 2 de maio | Botafogo | 0 – 0 | Nova Iguaçu | Estádio Nilton Santos, Rio de Janeiro              |
| 18:00     |          |       |             | Público: Portões fechados Árbitro: RJ Rejane Silva |

Volta
| 8 de maio | Vasco da Gama                     | 2 – 1 | Madureira    | Estádio São Januário, Rio de Janeiro                         |
| 16:00     | Marquinhos Gabriel 32' · Cano 81' |       | 45' Humberto | Público: Portões fechados Árbitro: RJ Grazianni Maciel Rocha |

| 9 de maio | Nova Iguaçu | 0 – 1 | Botafogo         | Estádio Nilton Santos, Rio de Janeiro                    |
| 18:00     |             |       | 73' Pedro Castro | Público: Portões fechados Árbitro: RJ Alex Gomes Stefano |

##### Finais
Ida
| 16 de maio | Botafogo | 0 – 1 | Vasco da Gama | Estádio Nilton Santos, Rio de Janeiro                      |
| 11:05      |          |       | 46' Cano      | Público: Portões fechados Árbitro: RJ Rafael Martins de Sá |

Volta
| 22 de maio | Vasco da Gama | 0 – 1 | Botafogo   | Estádio São Januário, Rio de Janeiro                                 |
| 15:05      |               |       | 71' Gilvan | Público: Portões fechados Árbitro: RJ Mauricio Machado Coelho Júnior |

|                         |       | Penalidades                                 |  |
| Andrey Zeca Gabriel Pec | 3 – 0 | Pedro Castro Felipe Ferreira Matheus Frizzo |  |

#### Premiação
| Taça Rio de 2021                    |
| Rio de Janeiro                      |
| ----------------------------------- |
| VASCO DA GAMA Campeão (11.º título) |

## Fase final
Em itálico, as equipes que jogarão pelo empate por ter melhor campanha e em negrito as equipes vencedoras das partidas. Na final, não há vantagem de empate para nenhuma equipe.
|  | Semifinais    | Semifinais | Semifinais | Semifinais |   |          | Final | Final | Final | Final |
|  |               |            |            |            |   |          |       |       |       |       |
|  | Flamengo      | 3          | 4          | 7          |   |          |       |       |       |       |
|  | Volta Redonda | 0          | 1          | 1          |   |          |       |       |       |       |
|  | Volta Redonda | 0          | 1          | 1          |   | Flamengo | 1     | 3     | 4     |       |
|  |               |            |            |            |   | Flamengo | 1     | 3     | 4     |       |
|  |               | Fluminense | 1          | 1          | 2 |          |       |       |       |       |
|  | Fluminense    | Fluminense | 1          | 1          | 2 | 1        | 3     | 4     |       |       |
|  | Fluminense    |            |            |            |   | 1        | 3     | 4     |       |       |
|  | Portuguesa-RJ | 1          | 1          | 2          |   |          |       |       |       |       |

##### Semifinais
Ida
| 1 de maio | Volta Redonda | 0 – 3 | Flamengo              | Estádio da Cidadania, Volta Redonda                        |
| 21:05     |               |       | 50', 53', 90+5' Pedro | Público: Portões fechados Árbitro: RJ Rafael Martins de Sá |

| 2 de maio | Portuguesa-RJ  | 1 – 1 | Fluminense          | Estádio Luso-Brasileiro, Rio de Janeiro                                 |
| 16:00     | Chay 15' (pen) |       | 56' (pen) Hernández | Público: Portões fechados Árbitro: RJ Alexandre Vargas Tavares de Jesus |

Volta
| 8 de maio | Flamengo                                     | 4 – 1 | Volta Redonda         | Estádio do Maracanã, Rio de Janeiro                             |
| 21:05     | Michael 11' · Gabriel 20', 42' · Vitinho 48' |       | 90' (pen) João Carlos | Público: Portões fechados Árbitro: RJ Felipe da Silva Gonçalves |

| 9 de maio | Fluminense                                         | 3 – 1 | Portuguesa-RJ  | Estádio do Maracanã, Rio de Janeiro                         |
| 16:00     | Yago Felipe 21' · Gabriel Teixeira 55' · Kayky 66' |       | 43' (pen) Chay | Público: Portões fechados Árbitro: RJ Bruno Arleu de Araújo |

##### Finais
Ida
| 15 de maio | Fluminense    | 1 – 1 | Flamengo          | Estádio do Maracanã, Rio de Janeiro                                     |
| 21:05      | Hernández 76' |       | 17' (pen) Gabriel | Público: Portões fechados Árbitro: RJ Alexandre Vargas Tavares de Jesus |

| Fluminense | Flamengo |

| G             | 1  | Marcos Felipe    |     |     |
| LD            | 31 | Calegari         | 53' |     |
| Z             | 33 | Nino             |     |     |
| Z             | 4  | Luccas Claro     |     |     |
| LE            | 6  | Egídio           |     |     |
| V             | 20 | Yago Felipe      | 13' |     |
| V             | 38 | Martinelli       |     |     |
| M             | 77 | Nenê             |     | 46' |
| A             | 37 | Kayky            |     | 64' |
| A             | 9  | Fred             | 40' | 64' |
| A             | 39 | Gabriel Teixeira | 27' | 65' |
| Reservas:     |    |                  |     |     |
| G             | 12 | Muriel           |     |     |
| LD            | 2  | Samuel Xavier    |     |     |
| Z             | 26 | Manoel           |     |     |
| Z             | 44 | David Braz       |     |     |
| LE            | 14 | Danilo Barcelos  |     |     |
| V             | 8  | Wellington       |     |     |
| M             | 10 | Ganso            |     |     |
| M             | 11 | Juan Cazares     |     | 46' |
| A             | 19 | Raúl Bobadilla   |     |     |
| A             | 32 | Abel Hernández   |     | 64' |
| A             | 34 | Luiz Henrique    | 70' | 64' |
| A             | 70 | Caio Paulista    |     | 65' |
| Treinador:    |    |                  |     |     |
| Roger Machado |    |                  |     |     |

| G            | 22 | Gabriel Batista  |     |     |
| LD           | 44 | Isla             | 45' | 62' |
| Z            | 5  | Willian Arão     |     |     |
| Z            | 3  | Rodrigo Caio     | 89' |     |
| LE           | 16 | Filipe Luís      |     |     |
| M            | 10 | Diego            | 59' | 62' |
| M            | 8  | Gerson           |     |     |
| M            | 7  | Éverton Ribeiro  |     | 65' |
| M            | 14 | De Arrascaeta    |     |     |
| A            | 27 | Bruno Henrique   |     | 65' |
| A            | 9  | Gabriel          | 41' |     |
| Reservas:    |    |                  |     |     |
| G            | 45 | Hugo Souza       |     |     |
| LD           | 34 | Matheuzinho      |     | 62' |
| Z            | 2  | Gustavo Henrique |     |     |
| Z            | 30 | Bruno Viana      |     |     |
| Z            | 4  | Léo Pereira      |     |     |
| LE           | 36 | Ramon            |     |     |
| V            | 17 | Hugo Moura       |     |     |
| V            | 35 | João Gomes       |     | 62' |
| M            | 31 | Max              |     |     |
| A            | 11 | Vitinho          |     | 65' |
| A            | 21 | Pedro            |     | 65' |
| A            | 43 | Rodrigo Muniz    |     |     |
| Treinador:   |    |                  |     |     |
| Rogério Ceni |    |                  |     |     |

Volta
| 22 de maio | Flamengo                                  | 3 – 1 | Fluminense     | Estádio do Maracanã, Rio de Janeiro                         |
| 21:05      | Gabriel 44' (pen), 45+1' · João Gomes 86' |       | 51' (pen) Fred | Público: Portões fechados Árbitro: RJ Bruno Arleu de Araújo |

| Flamengo | Fluminense |

| G            | 22 | Gabriel Batista  |       |     |
| LD           | 44 | Isla             |       | 85' |
| Z            | 5  | Willian Arão     |       |     |
| Z            | 3  | Rodrigo Caio     | 30'   |     |
| LE           | 16 | Filipe Luís      |       |     |
| M            | 10 | Diego            |       | 88' |
| M            | 8  | Gerson           |       | 85' |
| M            | 7  | Éverton Ribeiro  |       |     |
| M            | 14 | De Arrascaeta    |       | 80' |
| A            | 27 | Bruno Henrique   | 90+3' |     |
| A            | 9  | Gabriel          |       | 80' |
| Reservas:    |    |                  |       |     |
| G            | 45 | Hugo Souza       |       |     |
| LD           | 34 | Matheuzinho      |       | 85' |
| Z            | 2  | Gustavo Henrique |       |     |
| Z            | 30 | Bruno Viana      |       |     |
| Z            | 4  | Léo Pereira      |       |     |
| LE           | 36 | Ramon            |       |     |
| V            | 17 | Hugo Moura       |       | 88' |
| V            | 35 | João Gomes       |       | 85' |
| A            | 11 | Vitinho          |       | 80' |
| A            | 19 | Michael          |       |     |
| A            | 21 | Pedro            |       | 80' |
| A            | 43 | Rodrigo Muniz    |       |     |
| Treinador:   |    |                  |       |     |
| Rogério Ceni |    |                  |       |     |

| G             | 1  | Marcos Felipe    | 42' |     |
| LD            | 31 | Calegari         |     |     |
| Z             | 33 | Nino             | 52' |     |
| Z             | 4  | Luccas Claro     | 74' |     |
| LE            | 14 | Danilo Barcelos  | 26' |     |
| V             | 20 | Yago Felipe      | 66' | 81' |
| V             | 38 | Martinelli       |     |     |
| M             | 77 | Nenê             |     | 67' |
| A             | 37 | Kayky            |     | 46' |
| A             | 9  | Fred             | 47' | 80' |
| A             | 34 | Luiz Henrique    |     | 46' |
| Reservas:     |    |                  |     |     |
| G             | 27 | Muriel           |     |     |
| LD            | 2  | Samuel Xavier    |     |     |
| Z             | 26 | Manoel           |     |     |
| Z             | 44 | David Braz       |     |     |
| LE            | 6  | Egídio           |     |     |
| V             | 8  | Wellington       |     |     |
| M             | 10 | Ganso            |     |     |
| M             | 11 | Juan Cazares     |     | 67' |
| A             | 19 | Raúl Bobadilla   |     | 80' |
| A             | 32 | Abel Hernández   |     | 81' |
| A             | 39 | Gabriel Teixeira |     | 46' |
| A             | 70 | Caio Paulista    |     | 46' |
| Treinador:    |    |                  |     |     |
| Roger Machado |    |                  |     |     |

## Premiação
| Campeonato Carioca de 2021        |
| Rio de Janeiro                    |
| --------------------------------- |
| FLAMENGO Tricampeão (37.º título) |

## Classificação geral
| Pos. | Equipes       | Pts | J  | V | E | D  | GP | GC | SG  | Classificação ou Rebaixamento                                                      |
| ---- | ------------- | --- | -- | - | - | -- | -- | -- | --- | ---------------------------------------------------------------------------------- |
| 1    | Flamengo      | 23  | 11 | 7 | 2 | 2  | 23 | 10 | 13  | Campeão e classificado para a Copa do Brasil de 2022                               |
| 2    | Fluminense    | 22  | 11 | 7 | 1 | 3  | 20 | 11 | 9   | Finalista e Classificado para a Copa do Brasil de 2022                             |
| 3    | Portuguesa    | 21  | 11 | 6 | 3 | 2  | 20 | 8  | 12  | Semifinalista, Classificada para a Copa do Brasil de 2022 e para a Série D de 2022 |
| 4    | Volta Redonda | 21  | 11 | 6 | 3 | 2  | 18 | 13 | 5   | Semifinalista e Classificado para a Copa do Brasil de 2022                         |
| 5    | Vasco da Gama | 17  | 11 | 4 | 5 | 2  | 21 | 15 | 6   | Campeão da Taça Rio                                                                |
| 6    | Botafogo      | 15  | 11 | 3 | 6 | 2  | 14 | 9  | 5   | Finalista da Taça Rio                                                              |
| 7    | Nova Iguaçu   | 15  | 11 | 4 | 3 | 4  | 16 | 15 | 1   | Classificado para a Série D de 2022                                                |
| 8    | Madureira     | 15  | 11 | 3 | 6 | 2  | 13 | 16 | -3  |                                                                                    |
| 9    | Resende       | 11  | 11 | 3 | 2 | 6  | 11 | 21 | -10 |                                                                                    |
| 10   | Boavista      | 11  | 11 | 2 | 5 | 4  | 14 | 16 | -2  |                                                                                    |
| 11   | Bangu         | 6   | 11 | 1 | 3 | 7  | 5  | 18 | -13 |                                                                                    |
| 12   | Macaé         | 1   | 11 | 0 | 1 | 10 | 6  | 29 | -23 | Rebaixado para a Série A2 de 2021                                                  |

Fonte: 
Observação: Os jogos das semifinais e das finais do Campeonato Carioca e da Taça Rio não foram contabilizados pela FERJ para fins de Classificação Geral.

## Estatísticas
| Gols | Jogador         | Equipe        |
| ---- | --------------- | ------------- |
| 9    | Alef Manga      | Volta Redonda |
| 8    | Gabriel         | Flamengo      |
| 7    | Germán Cano     | Vasco da Gama |
| 6    | Anderson Künzel | Nova Iguaçu   |
| 6    | Luiz Paulo      | Madureira     |
| 6    | Pedro           | Flamengo      |

| Total[carece de fontes?] | Jogador     | Equipe       |
| ------------------------ | ----------- | ------------ |
| 6                        | Michael     | Flamengo     |
| 5                        | Ricardinho  | Friburguense |
| 4                        | Gama        | Cabofriense  |
| 4                        | Luã Lúcio   | Nova Iguaçu  |
| 4                        | Matheuzinho | Flamengo     |
| 4                        | Nenê        | Fluminense   |

### Hat-tricks
| Jogador    | Clube         | Adversário    | Placar | Data       | Ref.   |
| ---------- | ------------- | ------------- | ------ | ---------- | ------ |
| Tiago Reis | Vasco da Gama | Bangu         | 4–2    | 3 de abril | [ 24 ] |
| Pedro      | Flamengo      | Volta Redonda | 3–0    | 1 de maio  | [ 25 ] |

## Seleção do Campeonato
No intervalo do duelo entre Flamengo e Fluminense, que definiu o campeão do Carioca 2021, a Ferj divulgou a seleção do campeonato. Os principais destaques foram Kayky (Fluminense) e Gabigol (Flamengo), eleitos revelação e craque do torneio, respectivamente.
| Posição          | Nome          | Clube         |
| ---------------- | ------------- | ------------- |
| Goleiro          | Marcos Felipe | Fluminense    |
| Lateral direito  | Matheuzinho   | Flamengo      |
| Zagueiros        | Nino          | Fluminense    |
| Zagueiros        | Luccas Claro  | Fluminense    |
| Lateral esquerdo | Filipe Luís   | Flamengo      |
| Volantes         | Martinelli    | Fluminense    |
| Volantes         | Gerson        | Flamengo      |
| Meias            | Chay          | Portuguesa-RJ |
| Meias            | De Arrascaeta | Flamengo      |
| Atacantes        | Alef Manga    | Volta Redonda |
| Atacantes        | Gabriel       | Flamengo      |
| Técnico          | Felipe Surian | Portuguesa-RJ |
| Artilheiro       | Alef Manga    | Volta Redonda |
| Craque           | Gabriel       | Flamengo      |
| Revelação        | Kayky         | Fluminense    |